# Вундед Ни (Јужна Дакота)
Вундед Ни (енгл. Wounded Knee) насељено је место без административног статуса у америчкој савезној држави Јужна Дакота.

## Демографија
По попису из 2010. године број становника је 382, што је 54 (16,5%) становника више него 2000. године.
| Група             | 2000.    | 2010.    |
| Белци             | 4 (1,2%) | 0 (0,0%) |
| Афроамериканци    | 0 (0,0%) | 0 (0,0%) |
| Азијати           | 0 (0,0%) | 0 (0,0%) |
| Хиспаноамериканци | 3 (0,9%) | 7 (1,8%) |
| Укупно            | 328      | 382      |